# Garba Lawal
Garba "Chindo" Lawal (Kaduna, 22 de maio de 1974) é um ex-futebolista nigeriano. Defendeu seu país em duas Copas do Mundo e nos Jogos Olímpicos de Atlanta, em 1996, quando ganhou a medalha de ouro.

## Carreira
Ele representou a Seleção Nigeriana de Futebol, nas Olimpíadas de 1996 e 2000. 
Foi um verdadeiro "cigano" do futebol de seu país - jogou em oito países (Nigéria, Tunísia, Países Baixos, Bulgária, Suécia, Portugal, Grécia e China), antes de voltar ao seu país, onde atuou como jogador e auxiliar-técnico do Lobi Stars. Chegou a exercer por pouco tempo a função de coordenador técnico da Seleção Sub-17 da Nigéria.